# Kajetan Morozewicz
Kajetan Michał Morozewicz (ur. 16 września 1792, zm. 12 sierpnia 1869 w Lublinie) – działacz powstania listopadowego, prawnik i ekonomista.
Urodził się w niedawno nobilitowanej rodzinie mieszczańskiej, Mateusz Morozewicz, dziadek Kajetana, żonaty z Zuzanną z Janickich, otrzymał w 1782 od cesarza Józefa II szlachectwo Galicji i Lodomerii z herbem Jelita (odmiana). Był synem Mikołaja (zm. 1808) i jego żony Teresy Kiełczewskiej (zm. 1802). W latach 1805–1808 był uczniem zreformowanego przez Austriaków Gimnazjum Lubelskiego. Po ukończeniu tej szkoły kształcił się w Wiedniu w zakresie prawa i ekonomii. W latach 1811–1817 pełnił różne funkcje urzędnicze w aparacie administracyjnym i skarbowym departamentu lubelskiego. 12 lipca 1814 mając niespełna 22 lata, został powołany na zastępcę podprefekta powiatu lubelskiego, a 3 stycznia 1817 otrzymał nominację z Komisji Rządowej Przychodów i Skarbu na podsekretarza I klasy w Wydziale Skarbowym Komisji Województwa Lubelskiego. 15 maja 1817 r. na własną prośbę zwolnił się ze służby administracyjnej. W tym czasie ożenił się (7 lutego 1817) w Lublinie z Barbarą Chobrzyńską. Do działalności publicznej wrócił w 1825 zostając prezesem Dyrekcji Szczegółowej Towarzystwa Kredytowego Ziemskiego. Związany z lubelskim środowiskiem powstańczym, zaangażował się po stronie powstania. Zarzucał bezczynność dyktatorowi Józefowi Chłopickiemu. Po wkroczeniu Rosjan do Lublina w 1830 Morozewicz jako działacz powstania listopadowego ewakuował się z urzędem do Kielc. Po oswobodzeniu Lublina przez Korpus Generała Józefa Dwernickiego przywrócił narodowe władze powstańcze i wznowił działalność skarbową i wojskową. Po wyjściu wojsk Dwernickiego organizował obronę Lublina, który jednak opuścił ze względu na przewagę wroga. Organizował siłę zbrojną w oparciu o obronę twierdzy Zamość.
Po kapitulacji i złożeniu przysięgi carowi powrócił na poprzednie stanowisko, ale pod nadzorem policyjnym. Pełnił funkcję Przewodniczącego Rady Opiekuńczej pow. lubelskiego. W 1850 został wybrany z ramienia woj. lubelskiego do Dyrekcji Głównej TKZ w Warszawie Z ramienia województwa Lubelskiego pracował w Dyrekcji Głównej TKZ w Warszawie. Morozewicz jeszcze w 1866 był radcą w guberni lubelskiej w Dyrekcji Głównej TKZ.